# Medicina forense
La medicina forense studia le applicazioni della scienza medica alle questioni legali, ossia le conseguenze di lesioni biologiche provocate dai più diversi agenti eziologici (eziologia).

## Le branche
I vari rami della medicina forense sono:
- l'entomologia forense,
- la tossicologia forense,
- la tanatologia forense,
- la traumatologia forense,
- l'odontologia forense,
- la biologia forense,
- la chimica forense,
- la fisica forense (balistica),
- la dattiloscopia, ecc.

La medicina forense si avvale di consulenti tecnici, i quali possono essere "di parte" se sono convocati dalle parti in causa, oppure consulenti tecnici d'ufficio se nominati dall'autorità giudiziaria.